# Megachile lobatifrons
Megachile lobatifrons är en biart som beskrevs av Cockerell 1924. Megachile lobatifrons ingår i släktet tapetserarbin, och familjen buksamlarbin. Inga underarter finns listade i Catalogue of Life.